# The Sims: On Holiday
The Sims: On Holiday (The Sims: Vacation i USA) är det fjärde expansionspaketet av datorspelet The Sims. Spelet släpptes den 25 mars 2002.
I On Holiday ges möjligheten att kunna ta med hela familjen eller en dejt på semester och utflykter. Man kan välja mellan camping, skidresa, fiske eller strandliv. I menyn ser man på semesterön där man kan bygga t.ex. ett strandhotell eller vinterstugor.